# Logan, Utah
Logan är en stad i Utah, USA. Logan är residensstad och största stad i Cache County. Enligt 2000 års folkräkning var folkmängden 42 670. Detta var en ökning med 30% jämfört med 1990.
Staden ligger norr om Ogden, vid Logan River, cirka 13 mil norr om Salt Lake City. Staden grundades 1859 av mormonska nybyggare. Utah State University har sitt högkvarter i Logan. Mormonkyrkans tempel, Logan Utah Temple, invigdes 1884 och är en av stadens mest kända byggnader. Den ligger på stadens högsta kulle och syns på långt håll. 
Logan har ett skattefinansierat, avgiftsfritt buss-system.
Kända personer from Logan är skådespelaren John Gilbert, skådespelaren och amerikansk fotbollsspelaren Merlin Olsen och Salt Lake Citys borgmästare Rocky Anderson.

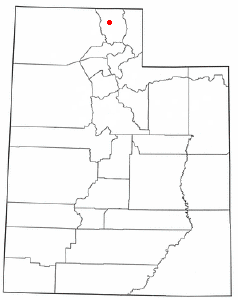
Logans placering i Utah.